# ブラッド・レッド・ローゼズ
『ブラッド・レッド・ローゼズ』(Blood Red Roses)は、ロッド・スチュワートが2018年に発表した30作目のスタジオ・アルバム。

## 背景
『タイム〜時の旅人〜』（2013年）以降の作品と同様、オリジナル曲が中心となっており、カヴァーは13曲中3曲のみにとどまっている。
「フェアウェル」は、1960年代からの親友に捧げられた曲である。本作からの第1弾シングルとなった「ディドゥント・アイ」の歌詞は、娘が薬物依存症となった父親の視点で描かれている。タイトル曲は、イワン・マッコールによる歌唱で知られるトラディショナル・ソングに、新たに書き下ろされたパートを追加した曲で、クレジットにはマッコールの名前も記載されている。
「グレース」は、フランク・オメーラとショーン・オメーラが1985年に作った曲のカヴァーで、1916年のイースター蜂起の指導者ジョセフ・プランケットと、彼の恋人であったグレース・ギフォード（プランケットが処刑される直前に獄中で結婚）を題材としている。スチュワートがこの曲を取り上げたのは、セルティックFCのサポーターが歌っているのを聴いたことがきっかけであった。
「ジュリア」は、自身が10歳だった頃の初恋を題材とした曲で、相手は4歳年上だったという。「コールド・オールド・ロンドン」は、1990年にレイチェル・ハンターと結婚する前の自身の状況を振り返った曲で、スチュワート自身は「別に幸せを感じるでもなく、より若い女を物にしようとしていた。この曲は、人生におけるそういう時期を反映している」とコメントしている。

## 反響・評価
母国イギリスでは、2018年10月11日付の全英アルバムチャートで初登場1位となり、『タイム〜時の旅人〜』（2013年）以来約5年ぶり、通算9作目の全英1位獲得アルバムとなった。スウェーデンでは2018年10月5日付のアルバム・チャートで初登場9位となり、『タイム〜時の旅人〜』以来約5年ぶりのトップ10入りを果たすが、翌週にはチャート圏外に消えた。
Stephen Thomas Erlewineはオールミュージックにおいて5点満点中3点を付け「『ブラッド・レッド・ローゼズ』は、現在に至るまで退屈知らずであった元気な老人の粋な人生を捉えた、本当に個人的なレコードである」と評している。また、アレクサンドラ・ポラードは『インデペンデント』紙のレビューで5点満点中2点を付け「彼は漫然と様々なジャンルを誇示しているが、真の意味で上手くいったものはない」と批判する一方、「ディドゥント・アイ」と「フェアウェル」を「束の間の魅力的な瞬間」と評している。

## 収録曲
特記なき楽曲はロッド・スチュワートとケヴィン・サヴィガーの共作。
1. ルック・イン・ハー・アイズ - Look in Her Eyes - 4:12
2. ホール・イン・マイ・ハート - Hole in My Heart - 3:27
3. フェアウェル - Farewell - 4:16
4. ディドゥント・アイ - Didn't I - 4:01
5. ブラッド・レッド・ローゼズ - Blood Red Roses (Rod Stewart, Kevin Savigar, Ewan MacColl) - 3:41
6. グレース - Grace (Frank O'Meara, Sean O'Meara) - 4:53
7. ギヴ・ミー・ラヴ - Give Me Love - 4:08
8. レスト・オブ・マイ・ライフ - Rest of My Life - 3:28
9. ローリン・アンド・タンブリン（英語版） - Rollin' & Tumblin' (Hambone Willie Newbern, Sunnyland Slim) - 3:38
10. ジュリア - Julia (R. Stewart, Jon McLaughlin, Dave Thomas Junior) - 3:36
11. ハニー・ゴールド - Honey Gold (R. Stewart, Emerson Swinford) - 4:44
12. ベガス・シャッフル - Vegas Shuffle (R. Stewart, E. Swinford) - 3:47
13. コールド・オールド・ロンドン - Cold Old London - 3:42

### 日本盤ボーナス・トラック
14. 15. 16.はインターナショナル仕様のデラックス・エディション盤にも収録されている。
1. フー・デザインド・ザ・スノーフレーク - Who Designed the Snowflake (Paddy McAloon) - 3:08
2. イット・ワズ・ア・ヴェリー・グッド・イヤー - It Was a Very Good Year (Ervin Drake) - 5:07
3. アイ・ドント・ウォント・トゥ・ゲット・マリード - I Don't Want to Get Married - 3:14
4. プライスレス - Priceless - 3:33
5. アイム・セクシー feat. DNCE - Da Ya Think I'm Sexy? Feat. DNCE (R. Stewart, Carmine Appice, Duane Hitchings, Rami Yacoub, Kristoffer Fodgelmark, Albin Nedler) - 3:40

## レコーディング・メンバー
- ロッド・スチュワート - ボーカル
- ケヴィン・サヴィガー - キーボード、プログラミング
- エマーソン・スウィンフォード - ギター(on #1, #2, #3, #4, #5, #6, #7, #9, #10, #11, #12)、ベース(on #5, #11, #12)
- ドン・カークパトリック - ギター(on #9)
- コンラッド・コルシュ - ベース(on #2, #5, #9)
- デヴィッド・パーマー - ドラムス(on #2, #5, #8, #9)
- ジュリア・ソーントン - タンブリン(on #1, #4, #5, #7, #8)
- ジャンナ・ジャコビー - ヴァイオリン(on #2, #3, #5, #6, #9)
- エイドリアンヌ・サーバー - ヴァイオリン(on #5, #9)
- アン・キング - トランペット(on #1, #2, #7)
- ジミー・ロバーツ - サクソフォーン(on #2, #7)
- ニック・レイン - トロンボーン(on #2, #7)
- ブリジット・キャディ - アディショナル・ボーカル(on #4, #13)、バックグラウンド・ボーカル(on #1, #3, #6, #7, #9 , #11, #12, #16, #17)
- フレッド・ホワイト - バックグラウンド・ボーカル(on #2, #7, #11, #13)
- ダリル・フィネッセ - バックグラウンド・ボーカル(on #2, #7, #11, #13)
- ウィル・ウィートン - バックグラウンド・ボーカル(on #2, #7, #11, #13)
- パメラ・オリヴィア - バックグラウンド・ボーカル(on #2, #7, #8, #11)
- フェリシア・グリッソム - バックグラウンド・ボーカル(on #2, #7, #8, #11)
- ディ・リード - バックグラウンド・ボーカル(on #3, #4, #6, #7, #9, #11, #12)
- ベッカ・コッテ - バックグラウンド・ボーカル(on #3, #4, #6, #7, #9, #12)
- ポール・フリーマン - バックグラウンド・ボーカル(on #5, #7, #11)
- ケイシー・シェア - バックグラウンド・ボーカル(on #5)
- ジェイムズ・キャリントン - バックグラウンド・ボーカル(on #5)
- ブレント・ジョーンズ - バックグラウンド・ボーカル(on #7, #11)
- テイラー・リンダースミス - バックグラウンド・ボーカル(on #11)